# Best of Led Zeppelin
Best of Led Zeppelin é uma compilação numa série de dois volumes da banda britânica de rock Led Zeppelin editada pela Atlantic Records. Volume Um: Early Days, foi lançado em 1999, Volume Dois: Latter Days, foi lançado em 2000. Early Days corresponde ao período da banda que se estende desde 1968 a 1971, Latter Days corresponde aos anos de 1973 a 1979. Uma caixa que combina ambos os discos foi lançada em 2002 com o nome Early Days & Latter Days. Ambos os discos foram certificados de platina para a Recording Industry Association of America.

## Early days

### Faixas
1. "Good Times Bad Times" (Bonham/John Paul Jones/Page) – 2:48
2. "Babe I'm Gonna Leave You" (Bredon/Page/Plant) – 6:41
3. "Dazed and Confused" (Page) – 6:27
4. "Communication Breakdown" (Bonham/Jones/Page) – 2:29
5. "Whole Lotta Love" (Bonham/Dixon/Jones/Page/Plant) – 5:34
6. "What Is and What Should Never Be" (Page/Plant)– 4:44
7. "Immigrant Song" (Page/Plant) – 2:25
8. "Since I've Been Loving You" (Page/Plant/Jones) – 7:24
9. "Black Dog" (Page/Plant/Jones) – 4:54
10. "Rock and Roll" (Page/Plant/Jones/Bonham) – 3:41
11. "The Battle of Evermore" (Page/Plant) – 5:52
12. "When the Levee Breaks" (Page/Plant/Jones/Bonham/Memphis Minnie) – 7:08
13. "Stairway to Heaven" (Page/Plant) – 8:02

## Latter Days

### Faixas
1. "The Song Remains the Same" (Page/Plant) – 5:28
2. "No Quarter" (Page/Plant/John Paul Jones) – 6:59
3. "Houses of the Holy" (Page/Plant) – 4:01
4. "Trampled Under Foot" (Page/Plant/Jones) – 5:35
5. "Kashmir" (Page/Plant/Bonham) – 8:31
6. "Ten Years Gone" (Page/Plant) – 6:31
7. "Achilles Last Stand" (Page/Plant) – 10:22
8. "Nobody's Fault but Mine" (Page/Plant) – 6:27
9. "All My Love" (Jones/Plant) – 5:53
10. "In the Evening" (Jones/Page/Plant)  – 6:49

## Créditos
- Jimmy Page - Acústico e guitarras eléctricas, produtor
- Robert Plant - Voz e harmónica
- John Paul Jones - Baixo, teclas, e bandolim
- John Bonham - bateria e percussão
- Sandy Denny - Voz em "Battle of Evermore"

## Enhanced CD
Tanto Early Days como Latter Days são reforçados com conteúdo extra para que se possa reproduzir num computador. Em Early Days, o vídeo da música "Communication Breakdown" está incluído. Em Latter Days, um vídeo da música "Kashmir" está incluído.
| Críticas profissionais | Críticas profissionais |
| Avaliações da crítica  | Avaliações da crítica  |
| Fonte                  | Avaliação              |
| ---------------------- | ---------------------- |
| Allmusic               | link                   |
| Sputnikmusic           | link                   |